# Шарп, Марвин
Ма́рвин Шарп (англ. Marvin Sharp; 1966 — 19 сентября 2015) — тренер олимпийской сборной США по спортивной гимнастике. Среди учениц Шарпа — серебряные медалистки Олимпийских игр 2008 года в Пекине Саманта Пешек и Бриджет Слоан. Глава собственной школы спортивной гимнастики.
24 августа 2015 года был арестован по обвинению в производстве детской порнографии и в совершении насильственных действий в отношении несовершеннолетней девочки. В сентябре того же года покончил с собой в камере тюрьмы Индианаполиса.